# Couleuvrine (torpilleur)
Pour les articles homonymes, voir Couleuvrine.
La Couleuvrine est une canonnière torpilleur française des années 1880, l’un des huit navires de classe Bombe construits. Elle a été lancée le 30 juin 1885 par la Société Nouvelle des Forges et chantiers de la Méditerranée à La Seyne-sur-Mer, et a été commissionné dans la Marine nationale française en 1887. Le navire a été rayé de la liste de la marine en 1911 et mis au rebut.

## Conception
Les canonnières torpilleurs de classe Bombe ont été conçues comme de petits trois-mâts à cheminée unique (initialement gréés), avec des étraves en forme de bélier, des poupes saillantes et des côtés inclinés,. La coque était en acier.
Le navire avait une longueur entre perpendiculaires de 59,2 mètres, une largeur de 5,97 mètres et un tirant d'eau de 3,17 mètres,. Le déplacement était de 369 tonnes à charge normale,, ,. Le navire était propulsé par deux moteurs à vapeur verticaux d’une puissance totale de 1800 ch, auxquels la vapeur était fournie par quatre chaudières de locomotive,. La vitesse maximale du navire à deux hélices était de 18 à 19 nœuds,. Le navire transportait au maximum 108 tonnes de charbon,.
L’armement se composait initialement de deux canons Hotchkiss de 47 mm L/40 modèle 1885, à l’avant et à l’arrière, et de cinq canons-revolver de 37 mm L/20 modèle 1885,. Le navire était équipé de deux tubes lance-torpilles simples de 350 mm situé au-dessus de l’eau,.
Le blindage ne concernait que la superstructure, et avait 13 mm d’épaisseur,.
L’équipage se composait de 70 officiers, officiers mariniers et matelots,,,.

## Carrière
La Couleuvrine a été construite au chantier naval de la Société nouvelle des Forges et chantiers de la Méditerranée,. Sa quille a été posée en 1883 et elle a été lancée le 30 juin 1885,.
La Couleuvrine est commissionnée dans la Marine nationale en 1887,. L’armement du navire a été modernisé dans les années 1890 en installant des canons de 47 millimètres sur des affûts à la place de deux canons-revolver de 37 mm. Le navire a été désarmé en 1911 et mis au rebut par la suite,.